# Igarapé
Igarapé là một đô thị thuộc bang Minas Gerais, Brasil. Đô thị này có diện tích 110,08 km², dân số năm 2007 là 31135 người, mật độ 282,8 người/km².